# Tom Miller (homme politique)
Pour les articles homonymes, voir Tom Miller et Miller.
Thomas John Miller (né le 11 août 1944) est un avocat et homme politique américain, procureur général de l'Iowa de 1979 à 1991, puis à nouveau de 1995 à ce jour (mandat en cours).

## Biographie

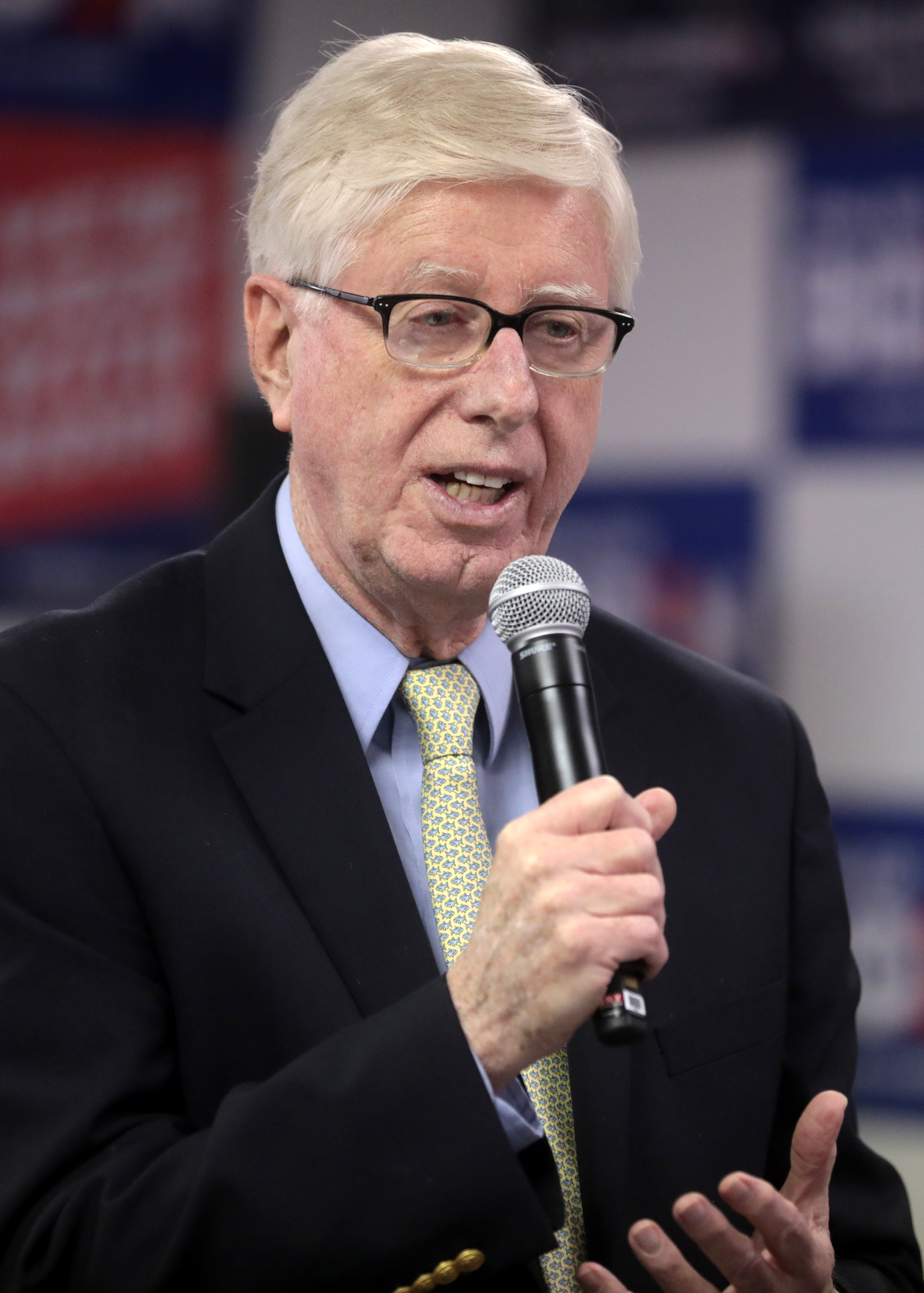

Miller grandit et fait ses études à Dubuque dans l'Iowa avant d'obtenir son diplôme en droit à la Harvard Law School en 1969.
Il travaille pour le Bureau d’aide juridique de Baltimore et enseigne à la faculté de droit de l’Université du Maryland.
En 1973, Miller retourne dans le nord-est de l’Iowa et ouvre un cabinet d’avocats à McGregor. En 1974, il remporte l’investiture démocrate pour l'élection au poste de procureur général de l’Iowa, mais perd l’élection au profit républicain sortant Richard C. Turner. En 1978, il bat Richard Turner dans un match revanche.
Il occupe le poste de 1979 à 1991 comme 31e procureur général de l’État et de 1995 à ce jour en tant que 33e procureur général. Le mandat combiné de Miller de plus de 38 ans en fonction fait de lui le plus long mandat de l’État de l’histoire des États-Unis, ayant dépassé le mandat de 37 ans du procureur général du Michigan Frank J. Kelley, bien que Kelley détienne toujours le record du plus long mandat continu en tant que procureur général, ayant servi sans interruption de 1961 à 1999. Entre-temps, Miller s'est présenté à l'élection au poste de gouverneur, mais est battu par Donald Avenson à la primaire démocrate. Il est de nouveau élu procureur général en 1994 et réélu systématiquement depuis.

## Source
- (en) Cet article est partiellement ou en totalité issu de l’article de Wikipédia en anglais intitulé « Tom Miller (politician) » (voir la liste des auteurs).